# Cornelia Giese
Cornelia Giese (Berlijn, 4 januari 1959 – 19 februari 2000) was een Duitse jazzzangeres en componiste.

## Biografie
Giese woonde sinds haar tiende levensjaar in Wenen en genoot een opleiding aan de jazzafdeling van het Bruckner-conservatorium. Midden jaren 1990 zong ze in het improvisatie-ensemble Voces spontane, dat deels werd uitgebreid rond de bassisten Achim Tang en Johannes Strasser. Verder trad ze op met het Vienna Art Orchestra, zoals in 1997 bij het jazzfestival in Saalfelden en met de NDR-bigband. In 1998 bracht ze met haar permanente trio en gasten een eerste album uit, wiens songs deels waren geschreven door haarzelf. Ze doceerde jazzzang aan het Weense Franz Schubert Konservatorium.
Aangaande een memorialconcert voor Giese ontstond het idee om een sociaal hulpfonds van het Austrian Music Office op te richten voor zelfstandige muzikanten, dat werd benoemd naar de zangeres. Gieses levensgezel Johannes Strasser produceerde in 2001 postuum de cd Cornelia Giese – Lembranca, een liveoptreden van de artieste met het Frits Pauer Trio uit het radiocultuurhuis in Wenen van 27 februari 1999. Haar composities werden verder internationaal opgevoerd. In Penzing is sinds 2007 de Cornelia-Giese-Platz naar haar benoemd.

## Overlijden
Cornelia Giese overleed in februari 2000 op 41-jarige leeftijd.

## Discografie
- 1997: Rainsong (met Robert Schönherr, Johannes Strasser, Mario Gonzi, Klaus Dickbauer, Fritz Pauer; PG Records)
- 1999: Lembranca (met Fritz Pauer, Johannes Strasser, Joris Dudli; PG Records)